# ماثيو كريستنسن
ماثيو كريستنسن (17 يوليو 1996 في جنوب أفريقيا - ) (بالإنجليزية: Mathew Christensen)‏ هو لاعب كريكت جنوب أفريقي.

## وصلات خارجية
- ماثيو كريستنسن على موقع إي آس بي آن كريك إنفو (الإنجليزية)